# Vice Vukov
Vinko "Vice" Vukov (Šibenik, 3 de agosto de 1936 – 24 de septiembre de 2008) fue un político y cantante croata.

## Biografía
Vukov ganó popularidad en 1959 ganando el Festival de Canción de Opatija con la canción "Mirno teku rijeke". En la década de los 60, fue uno de los cantantes más populares de la Yugoslavia socialista, apareciendo incluso en el Festival de Eurovisión de 1963 con la canción "Brodovi" y en la edición de 1965 con la canción "Čežnja".
A raíz del movimiento Primavera croata de 1971, las autoridades yugoslavas lo tildaron de nacionalista croata y la policía llegó a registrar su apartamento durante la ola de arrestos de líderes de la Primavera Croata de 1972. Vukov estaba de gira por Australia en ese momento. Su esposa le advirtió que no regresara a Yugoslavia para evitar el arresto, por lo que se fue a vivir a Francia y regresó a Yugoslavia cuatro años después, en 1976. En ese momento, las autoridades habían perdido interés en su caso, pero su carrera como cantante efectivamente había terminado. Lo pusieron en la lista negra, le prohibieron actuar en público y todos sus discos fueron retirados de las tiendas.
En 1978, se graduó en la Facultad de Humanidades y Ciencias Sociales de la Universidad de Zagreb estudiando filosofía e italiano.
En 1989, un álbum con sus nuevas canciones, aunque sin su nombre en la portada, reapareció en las tiendas de música croatas, señalando el cambio político. Más tarde, ese mismo año, Vukov hizo una reaparición pública con una serie de 14 conciertos con entradas agotadas en la Sala de Conciertos Vatroslav Lisinski en Zagreb.
Vukov es recordado por grabar algunas de las canciones patrióticas croatas líricas más populares, incluidas "Zvona moga grada", "Hrvatski kraj" y "Tvoja zemlja". Después de las elecciones parlamentarias de Croacia socialista de 1990 y la independencia del país en 1991, Vukov se convirtió en un gran simpatizante del Partido Socialdemócrata (SDP). De hecho, se sentó en diferentes ocasiones en el Parlamento Croata, triunfando finalmente como candidato independiente en la lista del partido SDP en 2003.
El 17 de noviembre de 2005, mientras bajaba las escaleras del edificio del Parlamento, Vukov resbaló y cayó, sufriendo una grave lesión en la cabeza. Fue hospitalizado y sometido a una cirugía, pero poco después entró en coma. En marzo de 2006, según sus médicos, se encontraba en estado vegetativo persistente sin posibilidades de recuperación. Sin embargo, en noviembre de 2007, se informó que Vukov estaba consciente en ocasiones, consciente de su entorno, y su condición se describió como estable. Moriría en Zagreb en septiembre de 2008 a los 72 años.